# 1059 Mussorgskia
Az 1059 Mussorgskia (ideiglenes jelöléssel 1925 OA) a Naprendszer kisbolygóövében található aszteroida. Vladimir Aleksandrovich Albitzky fedezte fel 1925. július 19-én. Nevét a híres orosz zeneszerzőről, Modeszt Petrovics Muszorgszkijról kapta.